# Esse (Charente)
 Esse  es una comuna y población de Francia, en la región de Poitou-Charentes, departamento de Charente, en el distrito de Confolens y  cantón de Confolens-Sud.
Su población en el censo de 1999 era de 497 habitantes.
Está integrada en la Communauté de communes du Confolentais .

## Demografía[2]
| 942 | 978 | 884 | 871 | 888 | abs. | 930 | 896 | 862 | 796 | 805 | 808 | 858 | 895 | 916 | 920 | 876 | 873 | 875 | 860 | 768 | 743 | 690 | 637 | 640 | 583 | 531 | 473 | 427 | 466 | 503 | 497 | 512 |
| Para los censos de 1962 a 1999 la población legal corresponde a la población sin duplicidades (Fuente: INSEE [Consultar]) |     |     |     |     |      |     |     |     |     |     |     |     |     |     |     |     |     |     |     |     |     |     |     |     |     |     |     |     |     |     |     |     |